# Spoorlijn Wriezen – Godków
De spoorlijn Wriezen – Godków was een in de Duitse deelstaat Brandenburg en de Poolse woiwodschap West-Pommeren gelegen spoorlijn.
Voor de Tweede Wereldoorlog lag de gehele lijn in Duitsland. In 1945 werd de Oder de nieuwe grens tussen Duitsland en Polen, de Oder-Neissegrens. Sindsdien bestond de lijn uit een Duits en een Pools gedeelte.
In het voorjaar van 1945 is de brug over de Oder opgeblazen. De brug werd een decennium later weer herbouwd en in 1957 heropend voor sporadisch vrachtverkeer. De grensovergang was vooral van belang voor militair transport. Het reguliere vrachtverkeer werd al in 1965 beëindigd.
Tussen Wriezen en Neurüdnitz, in de voormalige DDR, is het reguliere treinverkeer gestaakt in 1982. Tot 1993 bleef de lijn vanuit militair belang nog open.
Op het oostelijke, in Polen, gelegen deel heeft tot 1991 passagiersvervoer plaatsgevonden tussen Godków en Siekierki. In 1999 hebben de Poolse Staatsspoorwegen de lijn gesloten.
De brug over de Oder is gerenoveerd en in 2022 heropend als grensoverschrijdende fiets- en voetverbinding. Op een groot deel van de oude spoorbaan ligt een fietsroute.

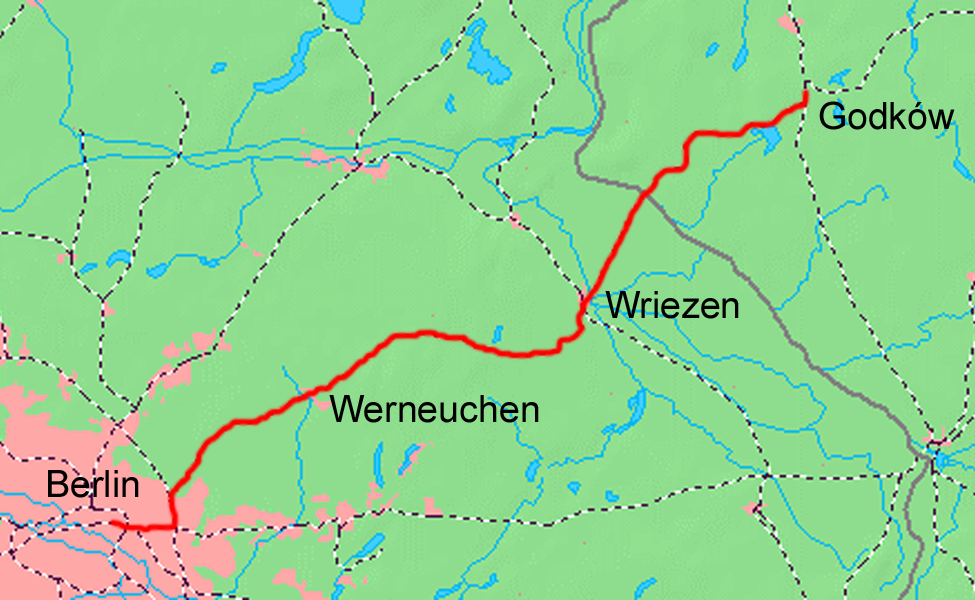
kaart met lijn vanaf Berlijn
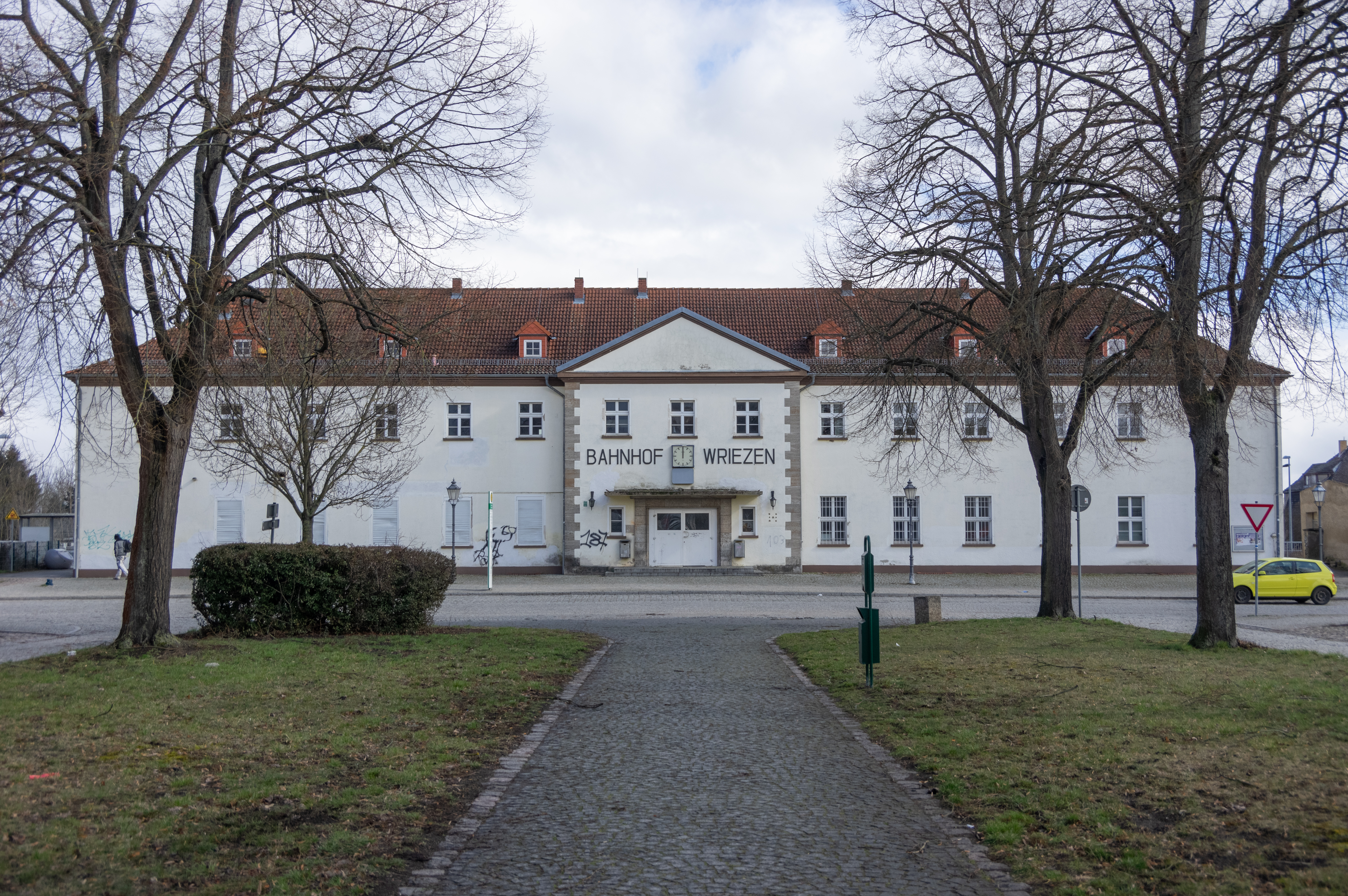
station Wriezen (2021)
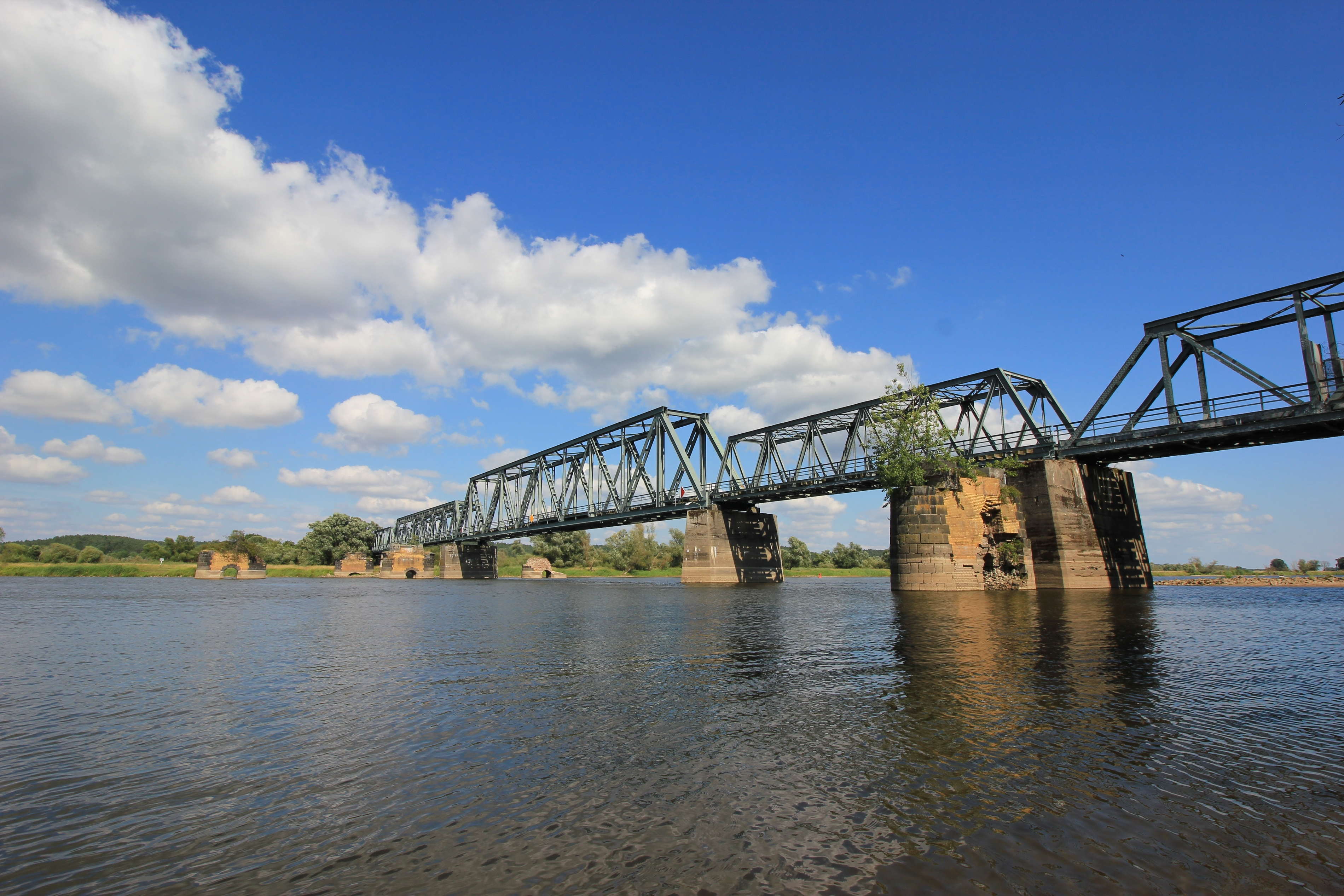
Oder brug (2018)
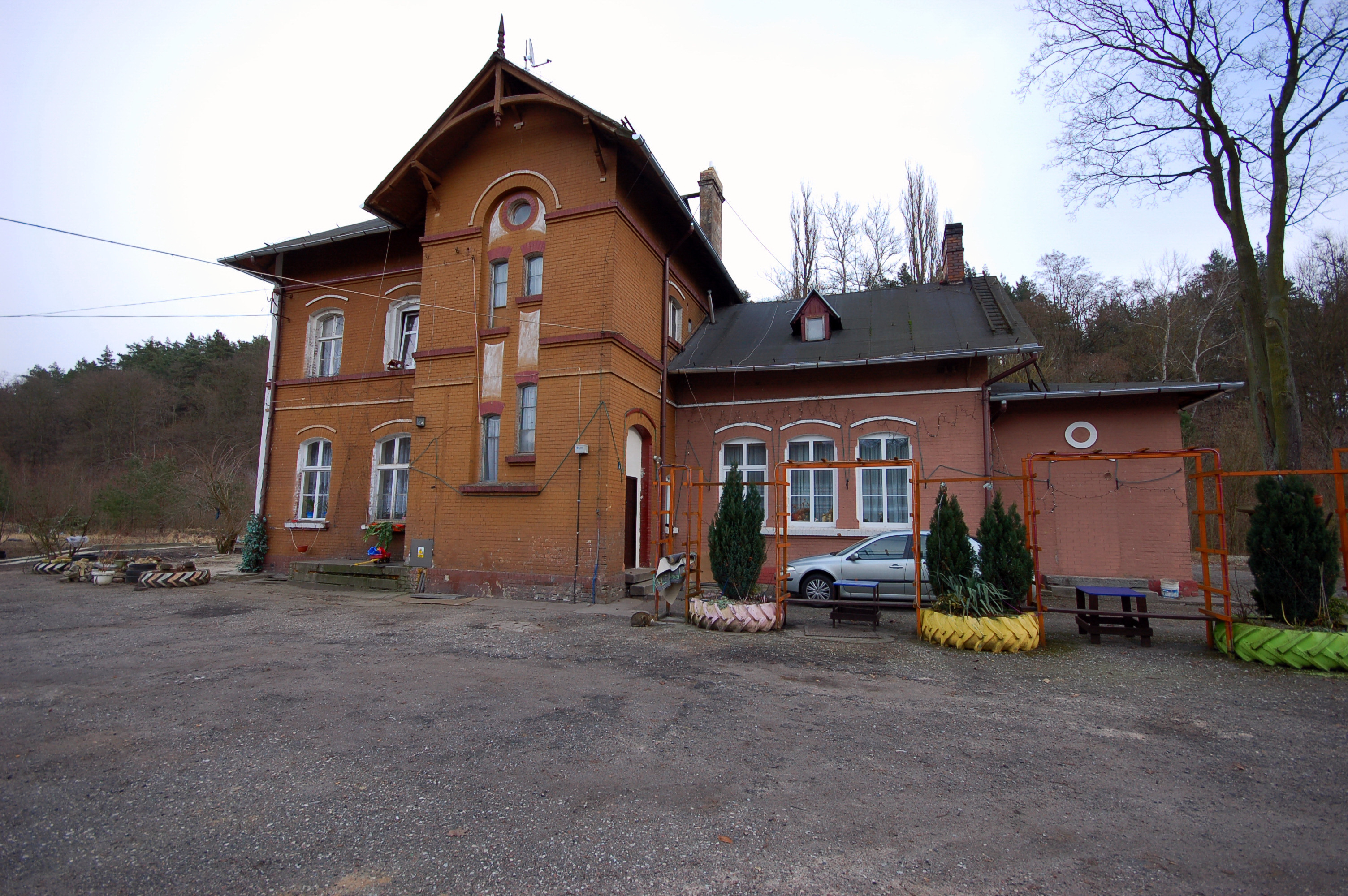
voormalig station Siekierki (Zäckerick - Alt-Rüdnitz) (2011)